# サニタリーショーツ

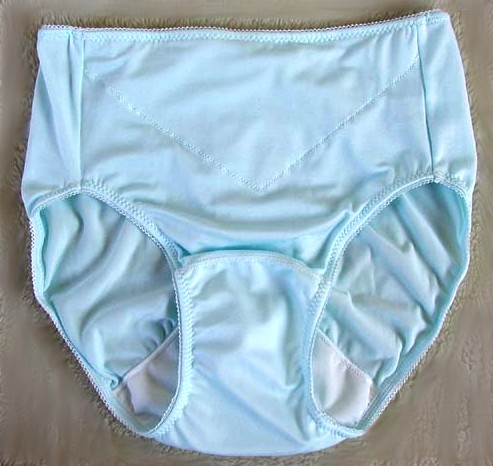
生理用ショーツ（パンティー）

サニタリーショーツ（英語表記:Sanitary panties, period panties）とは、女性が着用するパンティーのうち、生理期間をより快適に過ごすのに必要な機能を付加した下着（生理用パンティー ）である。通常ナプキンを装着し使用するため、タンポンが主流である欧米では殆ど普及していない。日本のメーカーは商品名をサニタリー・ショーツとして販売している。

## 生理時の衛生
生理時の衛生には、基本的に以下の吸収、防水、フィットの3機能が必要である。
- 吸収: 経血をすみやかに吸収し、かぶれを防いでドライ感を保つ。
- 防水: 経血が他の衣類、寝具、椅子などに付着するのを防ぐ。
- フィット: 体の姿勢や動きにかかわらず、吸収・防水が正しく働くようにする。

通常はナプキンに吸収と防水機能を、また、サニタリーショーツに防水機能の補完とフィット機能とをそれぞれ担わせる。

## サニタリーショーツの基本機能
サニタリーショーツは、以下の3つの機能が重要である。
安心感ナプキンが体から離れないようにフィットさせ、ずれ、よれ、破れなどによる経血の漏れを防止する。
快適性生理自体ないし生理用品による冷え、かゆみ、かぶれ、すれなどの不快感を緩和する。
ファッション性ヒップラインへの影響。主に、ナプキンによるお尻中心線の縦方向形くずれと、ショーツクロッチ後端のクロッチラインやナプキン後端による横方向の形崩れとがある。
通常、サニタリーショーツの内側クロッチ生地には防水性のあるシートを使用する。これは、ナプキンの防水機能を補完し、また、ショーツ洗濯時の手間を軽減する。さらに、ストレッチ性の高いショーツ身生地と伸縮性の乏しいナプキンとの間で、ほどほどの伸縮性を持ち、ナプキンの位置を安定化するのに役立つ。

## サニタリーショーツの分類
- ナイト:  防水布を背側のウェストまで伸ばして、お尻への後ろ伝い漏れを防止。
- ロングシート:  クロッチ部分が長いもの（25cm を超える）。長時間用・夜用ナプキンの昼間利用に適する。通常、はぎ合わせ仕立てにする。
- ワイドシート:  クロッチ部分の幅が広いことを意味するが、ロングシートとほぼ同義。
- ダブルクロッチ: クロッチ布の内側と外側の縫いつけに空きがあり、羽付きナプキンの羽をしまえるようになっている。美的な面のほか、羽による横伝い漏れや脚部のすれを防止。
- ボーイレッグ: ボクサーショーツとも呼ばれる脚口のカットが水平なもの。構造上、後側クロッチラインが目立ちにくい。通常、ダブルクロッチ構造にする。
- はぎ合わせ: 後ろ身ごろをクロッチ部まで伸ばし、前身ごろと直接はぎ合わせたもの。後側クロッチラインの布の重なりが少なく、クロッチラインの位置を高くしても、その縫い目が目立ちにくい。主に昼間の座り姿勢用に適する。また、ナイトタイプに用いると、後側クロッチラインが存在しなくなる。
- シームレス: 立体編みによりサイドに縫い目のないもの。ラインがきれいで、「はぎ合わせ」タイプの特徴もあわせ持つ。
- バックギャザー: お尻側の中心にギャザーを入れて、ナプキンをリフトアップし、お尻にフィットさせる構造。お尻の中心線がくずれにくい。
- 通気性防水シートタイプ: 防水布に通気性がある。蒸れによるかゆみやかぶれに効果がある。
- コットンクロッチ: クロッチが防水布でなく、綿でできているもの。サポート性が高いストレッチ系生地のボーイレッグ型ダブルクロッチタイプに多い。通気性が高く、蒸れによるかゆみやかぶれがおきにくい。
- ジュニア:下半身が女児型から成人女性型への転換期に初経が近くなった時（下り物の増大や急激な体型の変化など初経の前兆がある。詳しくは初経を参照）や初経以降の月経に備えて着用するジュニアショーツにサニタリーショーツの機能を加えているデザイン。
- スポーツ用:  ナプキン装着時の運動においてもズレを防止するクロッチ形状をもつ。股ぐりが深く脚の動きを楽にする工夫がなされている。
- 水着用:  水着の中に穿き、水中でも漏れを防止。「水泳用サニタリーショーツ」など。

## サニタリーショーツの身生地
サニタリーショーツは、身ごろと内側クロッチ用防水布からなる。身ごろは、フィット感を与えるため、伸縮性のあるものが使われ、綿主体のものでは、綿ポリウレタン混紡のストレッチ天竺、フライス、リブなどが使われる。よりデザイン性の高いものでは、ツーウェイトリコット、サポート性を高めたものでは、パワーネットなどが使用される。また、防水布には、ポリエステル、ポリウレタンなどを用いた通気性のある不織布、微細繊維織物などが使用される。

## 高機能サニタリーショーツ
夜間就寝時の不安軽減のため、高い吸収力、吸収容量、広い吸収範囲をもつ夜用大型ナプキンが開発されたが、これを昼間の活動時にも利用する女性が増加している。通常サイズのナプキンよりもはるかに高い吸収能力をもつ夜用大型ナプキンであれば、長時間にわたる行動時においても肌に触れる表面シートの湿りによる不快感が低く、吸収容量が大きい為、交換時期を気にせず行動できるなど、失敗の少なさの利点が、値段の高さや大型サイズであるがゆえの行動時の違和感などの短所を上回ると考えられるからであろう。こうしたことから、夜用大型ナプキンの昼間の装着性をより快適にする、高機能なサニタリーショーツも開発されている。
夜用大型ナプキンの厳密な定義はないが、おおむね全長25cmを越すナプキンで、中には最長40cmを超えるものもあり、ナプキン後部は腰の位置まで達する。昼間用と同様に薄型のスリムタイプと通常の厚さのものとがある。形状は、ショーツに安定して固定するため、クロッチに対応する部分に左右にサイドウィング（羽）をもつものが大部分である。また、後ろ側に向かって幅が広がるものが多く、バックガードと呼ばれる。また、後端の幅が特に広い場合には、バックウィングとも呼ばれる。夜間就寝時に利用する場合は、通常、ナイト用サニタリーショーツと併用される。このような夜用大型ナプキンを昼間の活動に利用する場合には、夜間就寝時とは異なるいくらかの困難が伴う。
一般のナイト用サニタリーショーツは広くて長い防水シートをもつため、面積の大きい接着テープを持つ夜用大型ナプキンであっても、その全体をしっかりと固定できるが、昼間利用時には蒸れやすく、また防水シートが直接肌と接触するところでは、かゆみなどのトラブルを引き起こしやすい。さらに、防水シートは伸縮性に乏しいため、ヒップラインやヒップの中心線があいまいになり、ナプキンラインがアウターに響きやすい。他方、通常のサニタリーショーツでは、夜用大型ナプキンの後端（バックガード部）がクロッチの防水シートをはみだして、伸縮性の高い後ろ身頃にまたがってしまう。このため、装着時や装着中の体の動きにより、ナプキンが波打って体とすき間が生じ、漏れの原因となったり、活動時に違和感をもたらしやすい。また、ショーツの後ろ身頃は生地が薄く、夜用大型ナプキン特有の厚みによる段差がそのままアウターに響きやすい。
高機能サニタリーショーツは、通常のサニタリーショーツに比べて通気性・弾力性の高い生地を用い、蒸れを抑えながらナプキン全体を運動時にも安定して体にフィットさせるとともに、アウターへの影響を最小限にする。クロッチ部はナプキンの羽に適したカーブのダブルクロッチ構造をもち、ナプキンをショーツにしっかりと固定する。また、身頃はすべりが良く通気性の高いマイクロファイバーや弾力性が高いパワーネットなどの生地を組み合わせて用いる。いわばサニタリーショーツとガードルの両機能を合わせもつともいえる。このようにして、ナプキンバックガード部全体を臀部に密着させてヒップラインを整え、また、バックギャザーなどでナプキンバックガード部のセンターを体側にリフトアップして漏れを防ぐとともにヒップの中心線をきれいに保つ。
高機能サニタリーショーツは、経血の量が多い女性の自由な活動にとって大きな助けとなるが、価格がやや高く、また、デザインや色などの選択肢が乏しいのが難点である。
尚、生理用品メーカーは下着会社とタイアップし生理用ショーツを製造販売している。

## サニタリーショーツの洗濯
サニタリーショーツは日用品なので、繊細なデザインのものを除いて神経質に取り扱う必要はないが、少しの配慮により、清潔感と機能性を長持ちさせることができる。通常のショーツとの違いとして、サニタリーショーツでは、伸縮性の高い身生地や透湿性のある防水布においてポリウレタン繊維がよく使用される。この素材は、光（特に紫外線）と熱、塩素などで劣化する点に注意する。また、伸縮性の大きく異なる素材を重ねて縫い合わせてあるので、ほつれや型崩れにも注意する。
下洗い血液などの汚れが付着している場合、特に乾燥した汚れをそのまま40度以上のお湯で洗濯すると、しみになりやすいので、簡単に下洗いする。まず、30度前後のぬるま湯に普段使いの石鹸（アルカリ性のもの）を泡立つまで溶かして石鹸液をつくり、そこに30分～2時間ほどつけ置く。その後、石鹸で汚れをもみ出すようにして落とす。その際、縫い目や縫い代に汚れを押し込まないように注意する。ブラシは、伸縮性や防水性を損ねる恐れがあるので避ける。また、長時間のつけ置きも雑菌増殖を招きやすいので避ける。防水布の部分は、石鹸液だけで十分きれいにできるので、石鹸をこすりつけないようにする。石鹸が防水布に残留して防水性や透湿性を劣化させる恐れがある。石鹸液の代わりに、酵素系弱アルカリ性洗剤やアルカリ剤 (セスキ炭酸ソーダなど) を利用してもよい。酵素系弱アルカリ性洗剤を用いる場合、生成り、淡色、オーガニック素材のものでは、蛍光増白剤を配合していないものにする。また、アルカリ剤を用いる場合は、つけ置く時間をやや長め（2 - 4時間）にする。
本洗い下洗いにより目立つ汚れが取れたら、軽くゆすいで、洗濯機の弱水流で洗濯する。他の下着類と同様に、レース・刺繍・フリル・リボンつきなどの繊細なものは、ネットを使用するか手洗いする。すすぎは入念に行うのが望ましい。
柔軟剤柔軟（仕上げ）剤は、生地の風合いやすべりを改善し、「すれ」や静電気の発生を軽減する効果がある一方、ショーツの吸湿性・防水性・透湿性などに悪影響を及ぼすこともありうる。家庭で使われる柔軟剤は、カチオン界面活性剤（陽イオン）系と非イオン性シリコーン系などに大別されるが、化学薬品に敏感な女性には、後者の方がより適している。肌がデリケートになる期間に肌に直接触れるショーツに柔軟剤を利用する場合には、かぶれなどの原因となる。
脱水時脱水機で20秒ほど脱水する。ナイト用では、防水布と後ろ身頃との間に水が残らないように、脱水前に手やタオルなどで軽く押し絞りする。ねじり絞りは、防水性を損ねたり、ほつれ・型崩れの原因となるので、絶対に避ける。日本の洗濯タグでは、「短時間の脱水機使用」が適する場合にも、ねじり絞りの絵に「ヨワク」という文字を入れたマークを使用することになっている。
しみ抜き下洗いないし本洗い後に、しみの部分に対し色物用の液体酸素系漂白剤のポイント用のものを直接塗布し、白い泡が出るのが収まってから、酵素系弱アルカリ性洗剤で再度本洗いする。塩素系漂白剤は避ける。色物では、目立たない箇所で色落ちの確認も行う。
干し方脱水後速やかに干す。場所は、室内ないし風通しのよい日陰にする。乾燥機は、室内干しのにおいとり、屋外干しの花粉・ほこり落とし、生乾き時の仕上げ乾燥、除菌などのため使用できる。70度・30分程度を目安に、乾燥温度と湿り具合により適宜調整する。アイロンは用いない。低温乾燥機能を持たないタンブラー乾燥機を使用する場合は、乾燥温度が100度程度になってしまうので、生地・防水布の劣化を抑えるため、目の細かい球形の洗濯ネットに入れて、「弱」で20分以内にする。この際、同時に乾燥させる洗濯物を少なくする。日光や加熱を完全に避けて室内干しを繰り返すことは、衛生面で推奨されない。
製品ごとの制約付属の説明書や洗濯タグの規定を守る。たとえば、「冷え」を防止する効果の高いサニタリーショーツでは、保温性の高いテビロンと呼ばれる塩ビポリマー系の機能繊維が使用されることがある。この素材は、熱に非常に弱く、60度前後で、硬化・収縮してしまう。したがって、テビロンを用いたサニタリーショーツの場合、乾燥機は、たとえ低温乾燥機能をもつものであっても、使用することができない。また、身生地にシルクを含むものは、酵素系弱アルカリ性洗剤、特にタンパク質分解酵素（プロテアーゼ）を含むものを避け、揉み洗いをせず、ゆっくりとつまみ洗いを行い、乾燥機は使用せずに陰干しにする。